# Эволюционная теория пола В. А. Геодакяна
Эволюционная теория пола была предложена Вигеном Геодакяном в 1965 году. Теория объясняет с единых позиций многие явления, связанные с полом: половой диморфизм в норме и патологии, соотношение полов, дифференциальную смертность и норму реакции полов, роль половых хромосом и половых гормонов, асимметрию мозга и рук, отцовский эффект|реципрокные эффекты и психологические и социальные различия между полами.

## История вопроса
С 1965 года было опубликовано более 150 работ, посвященных теории пола и смежным вопросам — длительности жизни, дифференциации мозга и рук, половым хромосомам, механизмам регуляции у растений и животных, порокам сердца и другим болезням и даже культуре, были сделаны сообщения на многих отечественных и международных конгрессах, конференциях и симпозиумах. Две конференции были посвящены исключительно теории (Санкт-Петербург, Россия, 1990, 1992). Теория была включена в учебники, учебные пособия и программы преподавания ряда университетов и институтов. О теории неоднократно писали на страницах периодической печати. На телевидении были показаны 3 интервью в программе А. Гордона.
Теория цитируется во многих монографиях и используется в различных областях научной деятельности: эволюции полового размножения, биологии растений и животных, медицине, социальной психологии, педагогике
 и др.

## Анализ проблемы пола
Раздельнополость, которую тщетно пытаются[кто?] понять как лучший способ размножения, вовсе таковым не является. Это — эффективный способ эволюции.

## Более широкая норма реакции женского пола
Более широкая норма реакции женского пола была теоретически предсказана в 1973 году. 
Два исследования, проведенные на 44 парах однояйцевых близнецов и 53 однояйцевых и 38 двуяйцевых близнецов, подтвердили предсказание теории.

## Получение экологической информации от среды

### Механизмы регуляции параметров популяции
Два механизма контролируют параметры популяции у животных — стресс и половые гормоны. Растения получают экологическую информацию от среды через количество пыльцы.

## Соотношение полов

### Повышенная смертность мужского пола
Гамильтон (1948) приводит обзор дифференциальной смертности полов для 70 видов, включая такие различные формы жизни, как нематоды, моллюски, ракообразные, насекомые, паукообразные, птицы, рептилии, рыбы, млекопитающие. Согласно этим данным, у 62 видов (89 %) средняя длительность жизни самцов короче, чем у самок; у большинства остальных нет разницы, и лишь в отдельных случаях длительность жизни самцов больше, чем у самок.
Эволюционная теория пола рассматривает повышенную смертность мужского пола, как выгодную для популяции форму информационного контакта со средой, осуществляемую через элиминацию вредным фактором среды части особей популяции. Например, все «новые» болезни, болезни «века» или «цивилизации» (инфаркт, атеросклероз, гипертония и др.), как правило, болезни мужского пола.

### Регуляция соотношения полов популяции

#### Организменные механизмы регуляции соотношения полов
Отрицательная обратная связь реализуется у растений через количество пыльцы, а у животных — через интенсивность половой деятельности, старение, сродство и гибель гамет. При этом, малое количество пыльцы, интенсивная половая деятельность самцов, свежая сперма и старые яйцеклетки должны приводить к увеличению рождаемости мужских особей.

## Половой диморфизм

### Половой диморфизм в одном поколении

#### Изменяющаяся среда
Возникшая разница между мужскими и женскими гаметами частично сохраняется и после оплодотворения, так как информация передаваемая через Y-хромосому никогда не попадает от отца к дочери.

#### Признаки, присутствующие у обоих полов
Третья группа признаков находится посередине между первой (половой диморфизм отсутствует) и второй группой (половой диморфизм носит абсолютный характер). К ней относятся признаки, которые встречаются и у мужского пола, и у женского, но распределены в популяции с разной частотой и степенью выраженности. Это количественные признаки: рост, вес, размеры и пропорции, многие морфофизиологические и этолого-психологические признаки. Половой диморфизм по ним проявляется как отношение их средний значений. Он справедлив для всей популяции, но может иметь обратное значение для отдельной пары особей. Именно этот половой диморфизм служит «компасом» эволюции признака. Половой диморфизм по этим признакам (например, весу) может проявляться на самых ранних этапах онтогенеза.

### Половой диморфизм у реципрокных гибридов («Отцовский эффект»)
Отцовский эффект установлен по алкоголизму у человека, по инстинкту насиживания, скороспелости, яйценоскости и живому весу у кур, по динамике роста, числу позвонков и длине тонкого кишечника у свиней, по удою молока и продукции молочного жира у крупного рогатого скота. Наличие отцовского эффекта по удою и яйценоскости означает не что иное, как более высокую генотипическую «удойность» у быков и «яйценоскость» у петухов, чем у коров и кур тех же пород.

### Половой диморфизм в психологии и этологии
На основе эволюционного подхода был проведен анализ психологических различий между полами в вербальных и физических способностях, импульсивности и поиска ощущений, а также в процессе обучения, психологии творчества, различии в статусных предпочтениях и стремлении к власти и контролю. Трофимова предложила добавление к теории Геодакяна в форме понятия «пропалывание ненужностей»(redundancy prunning). Это понятие описывает тенденцию мужской части пола сокращать ненужные степени свободы нарушением принятых правил и условностей.

### Половой диморфизм в антропологии
По утверждению Геодакяна, представления теории пола, об обособленности новой и старой информации на протяжении многих поколений, позволяет объяснить ряд непонятных явлений в антропологии. Так в туркменской популяции методом обобщённого портрета была обнаружена четкая разница по полу — женские портреты укладывались в один тип, а мужские — в два типа. Аналогичное явление наблюдал Р. М. Юсупов в краниологии башкир — женские черепа были близки к угро-финскому типу (в географическом плане это северо-западные соседи современных башкир), а мужские — к алтайскому, казахскому и другим (восточные и юго-восточные соседи). В удмуртской популяции, дерматоглифика у женщин соответствовала северо-западному типу, а у мужчин — восточно-сибирскому. Л. Г. Кавгазова отметила сходство дерматоглифики болгар с турками, тогда как болгарки были ближе к литовцам.
Женские формы фенотипов показывают исходный этнос, тогда как мужские формы — число источников и направление генных потоков. Факты приведенные выше, показывают угро-финское происхождение удмуртских и башкирских этносов, различающихся по культуре и языку. Четырёхмодальное распределение черепов мужской части популяции, по утверждению В. Геодакяна, объясняется влиянием трёх различных нашествий с юга и востока. Направление генных потоков в этих популяциях — с юго-востока на северо-запад, а для популяции болгар — с юга на север. Он утверждает также, что островная популяция (японская), в полном соответствии с теорией, является мономодальной для обоих полов.

## Предсказания
Поскольку зрительно-пространственные способности и объемное воображение тесно связаны со стереоскопией и ипси связями, то становится понятным, почему у мужчин они развиты лучше. Этим объясняются наблюдаемые различия мужчин и женщин в понимании геометрических задач, ориентировании и определении направлений, чтении чертежей и географических карт.
Применение тех же правил к обонятельному рецептору человека, приводит к выводу, что в филогенезе обоняние человека, в отличие от зрения, ухудшается. Поскольку, как было показано, у людей с возрастом происходит атрофия обонятельных волокон и их количество в обонятельном нерве неуклонно уменьшается, то можно предсказать, что их число у женщин должно быть больше, чем у мужчин.

## Критика и отношение к другим теориям
Критика теории пола в целом в литературе отсутствует. Критика отдельных аспектов иногда встречается. Например в книге Л. А. Гаврилова и Н. С. Гавриловой анализируются половые различия в продолжительности жизни. В отношении большей вариабельности признаков у самцов ответственной за их повышенную смертность, авторы отмечают, что «в данной гипотезе не раскрыт конкретный молекулярно-генетический механизм, приводящий к большей продолжительности жизни самок». И там же пишут, что этот недостаток, «может быть в принципе устранён в ходе дальнейшего развития и конкретизации данной гипотезы». Они считают, что предсказание теории о преобладании мужчин среди долгожителей не согласуется с фактами, поскольку, во-первых, «по мере роста продолжительности жизни растут и различия по этому признаку между мужчинами и женщинами» и, во-вторых, «в последние годы в развитых странах наблюдается ускоренное по сравнению с мужчинами снижение смертности женщин старших возрастов». Они также считают, что «большая продолжительность жизни самок вовсе не является общебиологической закономерностью». Вывод о большей продолжительности жизни самок у большинства изученных видов был сделан задолго до появления теории пола в целом ряде работ.
Положения теории о соотношении полов и «Феномен военных лет» обсуждались в работе В. Искрина
Поскольку сам Ч. Дарвин считал, что мужской пол меняется раньше, основное положение концепции В. Геодакяна, что эволюция полов происходит асинхронно, не противоречит теории эволюции Дарвина. В последнее время на Западе даже широко употребляется новый термин англ. «male-driven evolution». Теория В. Геодакяна дополняет и расширяет теорию полового отбора Ч. Дарвина отмечая, что половой диморфизм может возникнуть в результате любого (а не только полового) отбора. А. С. Кондрашов в классификации теорий пола поместил её в категорию «Гипотез немедленного преимущества» (immediate benefit) поскольку отбор среди «дешевых» самцов и мужских гамет более эффективен.
Теория В. Геодакяна анализирует процесс половой дифференциации, и поэтому не противоречит многочисленным теориям, пытающимся объяснить возникновение и поддержание полового размножения, поскольку они уделяют основное внимание процессу скрещивания.
Среди теорий раздельнополости, теория пола является более общей, чем например теория Паркера (1972), которая объясняет половую дифференциацию на уровне гамет и только у водных животных.